# Teichjungfern
Die Teichjungfern bzw. Binsenjungfern (Lestidae) sind eine Familie der Kleinlibellen (Zygoptera). Sie gehören damit auch zu den Libellen (Odonata). In Mitteleuropa findet man neun Arten dieser Familie.
Der Körper der Teichjungfern ist schlank, die Imagines sind braun (Winterlibellen, Gattung Sympecma) oder metallisch grün (Binsenjungfern, Gattung Lestes) gefärbt. Da sich die Larven in stehenden und meist kleinen Gewässern entwickeln, findet man diese Libellen vor allem in der Nähe von Teichen oder kleineren Seen. Dabei können mehrere Lestes-Arten gemeinsam vorkommen (Syntopie). Die Greifzangen am Hinterende der Männchen dieser Arten sind unterschiedlich gestaltet und „passen“ entsprechend nur bei den richtigen Weibchen. Dadurch wird die artfremde Kopulation vermieden, obwohl die Männchen durchaus auch fremde Weibchen anfliegen.

## Fortpflanzung
Zur Fortpflanzung bilden die Männchen der Teichjungfern Reviere von einer Größe von 0,5 bis 1,5 Metern um Zweige ufernaher Büsche und Bäume. Dabei werden Revierkämpfe zwischen den Männchen ausgetragen, die die Rangfolge und damit die Zuordnung des Reviers festlegen. Der Rang der Tiere nimmt dabei von unten nach oben zu. Nachdem diese Reviere feststehen, erscheinen die Weibchen einzeln und fliegen in 10 bis 15 Metern Höhe an der Ufervegetation entlang. Mehrere Männchen starten gleichzeitig von ihrem Revier aus und verfolgen das Weibchen, bis es von einem der Männchen gefasst und begattet werden kann.
Die Eiablage erfolgt nach der Paarung meist in Begleitung des Männchens, welches das Weibchen weiterhin im Zangengriff hält (Tandemflug). Die Eiablage erfolgt meist in Pflanzenteile oberhalb der Gewässer, wobei die Weidenjungfer (Chalcolestes viridis) ihre Eier immer in holzige Zweige oberhalb des Wassers einsticht. Einige Arten legen die Eier auch unter der Wasseroberfläche in das Substrat ab.
Die Larven leben am Gewässerboden oder an Wasserpflanzen. Nach etwa zwei Monaten ist die Larvalentwicklung abgeschlossen, bis dahin haben die Larven zwischen acht und elf Häutungen durchlebt. Die Überwinterung der Lestes- und Chalcolestes-Arten erfolgt als Ei, die der Winterlibellen als Imago. Letztere sind damit die beiden einzigen Libellenarten, die als vollentwickeltes Insekt überwintern.

## Arten
Die folgende Übersicht stellt die europäischen Vertreter der Teichjungfern dar.
Teichjungfern – Lestidae
- Gattung Winterlibellen (Sympecma)
  - Gemeine Winterlibelle – Sympecma fusca
  - Sibirische Winterlibelle – Sympecma paedisca

- Gattung Binsenjungfern (Lestes)
  - Glänzende Binsenjungfer  – Lestes dryas
  - Gemeine Binsenjungfer – Lestes sponsa
  - Kleine Binsenjungfer  – Lestes virens
  - Südliche Binsenjungfer  – Lestes barbarus
  - Dunkle Binsenjungfer  – Lestes macrostigma (Mittelmeergebiet)

In Nordamerika kommt Lestes congener vor.
- Gattung Weidenjungfern (Chalcolestes)
  - Gemeine Weidenjungfer – Chalcolestes viridis
  - Östliche Weidenjungfer – Chalcolestes parvidens